# Molas (Haute-Garonne)
Molas település Franciaországban, Haute-Garonne megyében. Lakosainak száma 164 fő (2022. január 1.). Molas Tournan, Boissède, L’Isle-en-Dodon, Puymaurin, Gaujan és Villefranche-d'Astarac községekkel határos.

## Népesség
A település népességének változása:
| Lakosok száma | 162  | 134  | 121  | 162  | 159  | 164  | 167  | 167  | 166  | 164  |
|               | 1968 | 1982 | 1990 | 2006 | 2013 | 2015 | 2017 | 2019 | 2020 | 2022 |